# Strabomantis zygodactylus
Strabomantis zygodactylus är en groddjursart som först beskrevs av Lynch och Myers 1983.  Strabomantis zygodactylus ingår i släktet Strabomantis och familjen Strabomantidae. IUCN kategoriserar arten globalt som livskraftig. Inga underarter finns listade i Catalogue of Life.